# ショベルローダー等運転者
ショベルローダー等運転者（しょべるろーだーとううんてんしゃ）とは、ショベルローダー等運転特別教育及びショベルローダー等運転技能講習を修了した者。労働安全衛生法第61条、第76条（技能講習）、第59条（特別教育）にて規定されている。

## 概要
- ショベルローダー、フォークローダー、ログローダーを操作することができる。一般的にショベルローダーは前輪が大きく、駆動輪になっており、後輪は小さくブレーキも付いておらず単に操向機能だけを有するものである。「建設機械」ではなく「荷役機械」に分類される。
- 形は似ているがホイールローダー（四輪駆動で中折れ式の車体）は操作出来ない。別途「車両系建設機械（整地・運搬・積込み用及び掘削用）運転技能講習修了証」が必要になる。ホイールローダーは「建設機械」に分類される。
- しかし、ホイールローダーのバケットを取り外し、丸太を掴む「爪」のような装置を付けたログローダーは「荷役機械」になり「ショベルローダー等運転技能講習修了証」が必要になる。

## 区分
- ショベルローダー等運転特別教育 - 最大荷重1t未満のショベルローダー、フォークローダーを運転する。
- ショベルローダー等運転技能講習 - 最大荷重1t以上を含め全てのショベルローダー、フォークローダーを運転する。

## 受講資格
- 特別教育
  - 18歳以上。
- 技能講習
  - 18歳以上。

## 技能講習
- 技能講習は都道府県労働局長登録教習機関において行われる。講習科目や時間数はシヨベルローダー等技能講習規程（昭和52年労働省告示第109号）に基づく。
- 修了済みの特別教育の実務経験の有無などにより所要時間は異なる。原則は35時間。
  - 建設機械施工技士に合格した者は、下記学科1.・3.及び実技1.が免除となり、9時間。
  - 大型特殊自動車免許（カタピラを有する自動車のみを運転することを免許の条件とするものを除く）を有する場合は、下記学科1.及び実技1.が免除となり、11時間。
  - 大型自動車免許、中型自動車免許、準中型自動車免許、普通自動車免許又は大型特殊自動車免許（カタピラを有する自動車のみを運転することを免許の条件とするものに限る）を有し、3か月以上ショベルローダー又はフォークローダーの運転の業務に従事した経験を有する者は、下記学科1.及び実技1.が免除となり、11時間。
  - 大型自動車免許、中型自動車免許、準中型自動車免許、普通自動車免許又は大型特殊自動車免許（カタピラを有する自動車のみを運転することを免許の条件とするものに限る）を有する場合は、下記学科1.が免除となり、31時間。
  - 6か月以上ショベルローダー又はフォークローダーの運転の業務に従事した経験を有する場合は、下記実技1.が免除となり、15時間。

### 講習科目
- 学科

1. 走行に関する装置の構造及び取扱いの方法に関する知識（4時間）
2. 荷役に関する装置の構造及び取扱いの方法に関する知識（4時間）
3. 運転に必要な力学に関する知識（2時間）
4. 関係法令（1時間）

- 実技

1. 走行の操作（20時間）
2. 荷役の操作（4時間）

※学科・実技とも、修了試験が課せられる。

## 特別教育
- 特別教育は各事業所（企業等）又は都道府県労働局長登録教習機関において行われる。
- 安全衛生特別教育規程（昭和47年労働省告示第92号）で規定された履修時間は12時間（以上）となっている。自動車免許所持の場合、履修時間は10時間（以上）となる。

### 講習科目
- 学科

1. ショベルローダー等の走行に関する装置の構造及び取扱いの方法に関する知識（2時間）
2. ショベルローダー等の荷役に関する装置の構造及び取扱いの方法に関する知識（2時間）
3. ショベルローダー等の運転に必要な力学に関する知識（1時間）
4. 関係法令（1時間）

- 実技

1. ショベルローダー等の走行の操作（4時間）
2. ショベルローダー等の荷役の操作（2時間）